# 渡邊圭祐
渡邊 圭祐（わたなべ けいすけ、1993年11月21日 - ）は、日本の俳優、モデル。宮城県仙台市出身。アミューズ所属。

## 略歴
大学の学祭で運営スタッフをやっていた時に、ミス・ミスターコンテストの審査員にスカウトされ、仙台のモデル事務所に所属することになった。
東北地方でモデルとして活動したのち、アミューズに移籍。2018年から放送の『仮面ライダージオウ』で初のドラマ出演。

## 人物
- 目立つことが好きであり、舞台上などで緊張することはないという[3]。また、淡々とした口調であるため緊張していても周囲に悟られることはないとしている[3]。
- モデルのオーディションは数回経験があるが、俳優のオーディションは『仮面ライダージオウ』が初めてであったという[4]。だが、特撮番組は全く見てなかったといい、合格の知らせが来た際には自分でいいのかと驚いたという[4]。『仮面ライダージオウ』では主人公役でオーディションを受けたものの、役柄が自身のイメージではないと感じ、事実採用には至らなかった[3]。しかしその後、ウォズ役で急遽起用され、役柄についてわからないまま東京に転居し、撮影にのぞむこととなった[3]。クランクインの3日前までは仙台の古着屋で働いていたと述べている[3][4]。第17話からは仮面ライダーウォズに変身する白ウォズと二役になったが、事前に変身することは教えられていたものの二役とは知らされておらず、第17話の脚本を読んで驚いたという[3][4]。
- イクラが大好物でプライベートで北海道へ行った時に、帰りの空港で立ち食いのお寿司屋さんに入ったら、そこのイクラがすごくおいしくて、思わずスマホの待ち受け画像にした[6]。
- 目標は同じ1993年生まれの、所属事務所の大先輩である神木隆之介[7]。

## 出演
※主演は太字。

### テレビドラマ
- 仮面ライダージオウ（2018年9月2日 - 2019年8月25日、テレビ朝日） - ウォズ / 仮面ライダーウォズ 役（黒ウォズと白ウォズの二役）[8][9]
- 恋はつづくよどこまでも（2020年1月14日 - 3月17日、TBS） - 仁志琉星 役[10]
- MIU404（2020年6月26日 - 9月4日、TBS） - 特派員REC / 児島弓快 役[11]
- 直ちゃんは小学三年生（2021年1月8日 - 2月13日、テレビ東京） - きんべ 役[12]
  - 直ちゃんは小学五年生（2022年10月6日 - 13日、テレビ東京）[13]
- 恋はDeepに（2021年4月14日 - 6月9日、日本テレビ） - 蓮田榮太郎 役[14]
  - 恋はもっとDeepに -運命の再会スペシャル-（2021年6月16日）[15]
- 推しの王子様（2021年7月15日 - 9月23日、フジテレビ） - 五十嵐航 役[16]
- やんごとなき一族（2022年4月21日 - 6月30日、フジテレビ） - 深山大介 役[17][18]
- チェイサーゲーム（2022年9月9日 - 10月28日、テレビ東京） - 主演・新堂龍也 役[19]
- 私のシてくれないフェロモン彼氏（2022年11月16日 - 2023年1月18日、TBS） - 有馬柊人 役[20]
- 転職の魔王様 第3話（2023年7月31日、関西テレビ・フジテレビ） - 笹川直哉 役[21]
- アオハライド Season1（2023年9月22日 - 11月10日、WOWOW） - 児玉雄大 役[22]
- うちの弁護士は手がかかる 第2話・第10話（2023年10月20日・12月15日、フジテレビ） - 若宮円 役[23]
- 連続ドラマW OZU 〜小津安二郎が描いた物語〜 第1話「出来ごころ」（2023年11月12日、WOWOW） - 次郎 役[24]
- すっぴんヒーロー（2024年2月24日、TBS） - 藤崎律 役[25]
- 95（2024年4月8日 - 6月10日、テレビ東京） - 新城俊樹 役[26]
- あなたの恋人、強奪します。（2024年4月14日 - 6月16日、朝日放送テレビ・テレビ朝日） - 浅沼陽介 役[27]
- アンチヒーロー 第4話・第5話（2024年5月5日・12日、TBS） - 来栖礼二 役[28][29]
- 大河ドラマ 光る君へ 第34回 - 最終回（2024年9月8日 - 12月15日、NHK） - 藤原頼通 役[30][31]
- モンスター 第9話（2024年12月9日、関西テレビ・フジテレビ系） - 成沢大輔 役[32]
- 財閥復讐〜兄嫁になった元嫁へ〜（2025年1月6日 - 3月10日、テレビ東京） - 主演・伊勢由貴也 役（瀧本美織とダブル主演）[33]
- まどか26歳、研修医やってます!（2025年1月14日 - 3月18日、TBS） - 砂田直人 役[34]
- 恋愛禁止（2025年7月3日 - 、読売テレビ・日本テレビ） - 郷田肇 役[35]

### 配信ドラマ
- 仮面ライダーシリーズ - ウォズ 役
  - 仮面ライダージオウ 補完計画（2018年9月2日 - 12月23日、東映特撮ファンクラブ）[36]
  - RIDER TIME 仮面ライダージオウ VS ディケイド/7人のジオウ! 第2話・第3話（2021年2月14日・21日、TELASA）[37]
- まだまだ恋はつづくよどこまでも 第1話・第5話 - 最終話（2020年1月14日 - 3月17日、Paravi） - 仁志琉星 役[38]
- love⇄distance（2020年6月27日 - 7月5日、Paravi） - 浅野千秋 役[39]
- 恋はDeepに勉強中!（2021年5月5日 - 5月19日、Hulu） - 主演・蓮田榮太郎 役[40]

### 映画
- 仮面ライダーシリーズ（東映）
  - 平成仮面ライダー20作記念 仮面ライダー平成ジェネレーションズ FOREVER（2018年12月22日公開） - ウォズ 役[41]
  - 劇場版 仮面ライダージオウ Over Quartzer（2019年7月26日公開） - ウォズ / 仮面ライダーウォズ 役[42]
  - 仮面ライダー 令和 ザ・ファースト・ジェネレーション（2019年12月21日公開） - ウォズ / 仮面ライダーウォズ 役[43]
- ブレイブ 群青戦記（2021年3月12日公開、東宝） - 不破瑠衣（簗田政綱） 役[44]
- 鋼の錬金術師シリーズ（ワーナー・ブラザース映画） - リン・ヤオ / グリード 役
  - 鋼の錬金術師 完結編 復讐者スカー（2022年5月20日公開）[45]
  - 鋼の錬金術師 完結編 最後の錬成（2022年6月24日公開）[45]
- ブラックナイトパレード（2022年12月23日公開、東宝） - 古平鉄平 役[46]
- 恋のいばら（2023年1月6日公開、パルコ） - 湯川健太朗 役[47][48]
- わたしの幸せな結婚（2023年3月17日公開、東宝） - 鶴木新 役[49]
- 三日月とネコ（2024年5月24日公開、ギグリーボックス） - 主演・波多浦仁 役（倉科カナ、安達祐実とトリプル主演）[50][51]
- 八犬伝（2024年10月25日公開、キノフィルムズ） - 犬塚信乃 役[52]
- ふしぎ駄菓子屋 銭天堂（2024年12月13日公開、東宝） - 本郷隼人 役[53][54]
- 女神降臨（ソニー・ピクチャーズ エンタテインメント） - 神田俊 役[55][56]
  - 女神降臨 Before 高校デビュー編（2025年3月20日公開）
  - 女神降臨 After プロポーズ編（2025年5月1日公開）
- 沈黙北極海大海戦（2025年9月26日公開予定、東宝） - 森山健介 役[57]

### オリジナルビデオ
- 仮面ライダーシリーズ
  - てれびくん超バトルDVD 仮面ライダービビビのビビルゲイツ（2019年） - ウォズ / 仮面ライダーウォズ 役[58]
  - 仮面ライダージオウ NEXT TIME ゲイツ、マジェスティ（2020年4月22日） - 黒ウォズ / 白ウォズ / 仮面ライダーウォズ / アナザーディエンド 役[59]

### 舞台
- 彼女を笑う人がいても（2021年12月4日 - 18日、世田谷パブリックシアター / 12月22日、福岡公演：福岡市民会館・大ホール / 12月25日・26日、愛知公演：刈谷市総合文化センター 大ホール / 12月29日・30日、兵庫公演：兵庫県立芸術文化センター 阪急中ホール） - 矢船聡太 / 松木孝司 役 [60]
- 朗読劇「たもつん」（2025年5月16日・17日〈予定〉、IMM THEATER） - ユーキチ 役[61][62]

### バラエティ番組
- ハンサムゼミ（2021年1月25日 - 12月22日、毎日放送）[63]
- ヒューマングルメンタリー オモウマい店（2025年3月25日、日本テレビ）※中京テレビ制作

### 情報番組
- めざましテレビ（2021年2月8日・15日・22日、フジテレビ） - 2021年2月度マンスリーエンタメプレゼンター[64]
- ゼロイチ（2021年4月3日 - 6月26日[注釈 1]） - 期間限定レギュラー「ゼロイチ推し」（初代）[65]
- あらあらかしこ『圭祐&裕太 ふたり旅in宮城』（2021年7月3日・10日・31日 / 8月14日・21日[注釈 2]、仙台放送）[66][67]

### ラジオ番組
- 渡邊圭祐のオールナイトニッポン0(ZERO)（2021年8月14日深夜・8月15日未明、ニッポン放送）[68][69]

### ミュージック・ビデオ
- 周杰倫 「說好不哭 Won't Cry」（2019年） - 渡辺直人 役
- 神はサイコロを振らない「夜永唄」(2020年）[70]
- フジファブリック「楽園」（2021年）[71]

### CM
- 大塚製薬「オロナミンC」（2019年） - ウォズ 役
- LION ※WEBCM「NONIOマウスウォッシュ」(2020年)
- ハウスウェルネスフーズ「ウコンの力」（2021年）[72]
- ポケモンカードゲーム ソード&シールド「ファミリーポケモンゲーム」（2021年）[73]
- サントリー「ビアボール」（2022年）[74]
- CJ Olive Young Japan「BIOHEAL BOH」（2025年）[75]

### 広告
- 宣伝会議『編集・ライター養成講座』- 第42期イメージキャラクター（2020年11月 - ）[76]
- TEAM HANDSOME!×SHIBUYA109 Valentine Campaign（2021年2月9日 - 23日）[77]

### ゲーム
- 仮面ライダーバトル ガンバライジング（2019年1月10日、アーケード） - 仮面ライダーウォズ 役
- 仮面ライダー クライマックススクランブル ジオウ（2019年1月15日、Nintendo Switch） - 仮面ライダーウォズ 役
- 仮面ライダーバトル ガンバレジェンズ（2023年、アーケード） - 仮面ライダーウォズ 役

### 玩具
- 仮面ライダージオウ DXオーマジオウドライバー（2020年1月） - ウォズ 役
- 仮面ライダージオウ DXメモリアルライドウォッチセット（2020年1月） - ウォズ 役
- 仮面ライダージオウ DXウォズライドウォッチ（2020年3月） - ウォズ 役

## ディスコグラフィ

### キャラクターソング
| 発売日       | 商品名                                                       | 歌                 | 楽曲              |
| ------------ | ------------------------------------------------------------ | ------------------ | ----------------- |
| 2019年9月4日 | 仮面ライダージオウ 主題歌＆挿入歌 ベスト ソング コレクション | ウォズ（渡邊圭祐） | 「Black & White」 |

## 作品

### CD
- 15th Anniversary SUPER HANDSOME COLLECTION『JUMP↑』（2019年11月30日、アミューズソフトエンタテインメント）
- SUPER HANDSOME COLLECTION『GET IT BACK！』（2020年12月23日、アミューズソフトエンタテインメント）[78]

### 映像
- 15th Anniversary SUPER HANDSOME LIVE『JUMP↑ with YOU』（2020年7月10日、アミューズソフトエンタテインメント）
- SUPER HANDSOME LIVE 2021 OVER THE RAINBOW（2021年10月20日、アミューズソフトエンタテインメント）

## 書籍

### 写真集
- 渡邊圭祐 1st写真集『その節は。』（2019年6月26日、東京ニュース通信社、撮影：中野敬久）[79][80] ISBN 978-4-86336-922-1
- TAKERU SATOH＆KEISUKE WATANABE NYLON SUPER VOL.1[81]（2020年4月28日、カエルム）[82][83]
- 渡邊圭祐「推しの王子様」PRECIOUS BOOK[84]（2021年9月10日、東京ニュース通信社、撮影：磯部昭子）[85][86] ISBN 978-4-86701-311-3

### 連載
- 読売新聞夕刊 カルチャー面 ポップスタイル『箸休め』（2020年4月15日 - 、毎月第3水曜）